# Magdalen papyrus
De Magdalen papyrus of Papyrus 64+67 is een handschrift dat enkele fragmenten bevat van het Evangelie volgens Matteüs. Het dateert ongeveer uit het jaar 200.

## Verwerving
De "Magdalen" papyrus kwam in 1901 in Luxor, Egypte, in het bezit van dominee Charles Bousfield Huleatt (1863-1908) die in de Griekse fragmenten delen van het Evangelie volgens Matteüs (hoofdstuk 26: 23 en 31) herkende en ze aan het Magdalen College (Oxford) gaf, waar ze werden gecatalogiseerd als P. Magdalen Greek 17 en waaraan ze hun naam danken.
De naam volgens Gregory-Aland is {\displaystyle {\mathfrak {P}}}64 of Papyrus 64. De fragmenten werden pas in 1953, geïllustreerd met een foto, gepubliceerd door Colin H. Roberts .'

## Eigenschappen
Het schrift wordt gekenmerkt als “een vroege voorloper van het zogenaamde “Bijbelse unciale” dat aan het eind van de tweede eeuw begon op te komen en dat we kennen van bijvoorbeeld de codex Vaticanus en de codex Sinaïticus. De tegenwoordige datering (men is het eens over circa AD 200) berust nog steeds op vergelijking van schrifttypes.
De fragmenten zijn aan beide zijden beschreven, waarmee is aangetoond, dat ze van een codex komen en niet van een boekrol. In 1956 zijn nog andere fragmenten gepubliceerd door Ramon Roca-Puig, en gecatalogiseerd als P. Barc. Inv. 1 ; volgens de indeling van Gregory-Aland {\displaystyle {\mathfrak {P}}}67, of Papyrus 67, die van dezelfde codex komen als de Magdalen fragmenten. Geleerden zijn het daarover eens.
We beschikken daarmee over de tekst die deze codex had van Matteüs 3:9; 3:15; 5:20-22; en 5: 25-28; 26:7-8, 26:10, 26:14-15; 26:22-23; 26: 31-32

## Datering
Aanvankelijk meende Charles Huleatt, degene die het Manuscript aan het Magdalen College schonk, dat {\displaystyle {\mathfrak {P}}}64 het uit de derde eeuw dateerde . Papyrusdeskundige A. S. Hunt onderzocht het manuscript en meende dat het in het eerste deel van de vierde eeuw geschreven was. Colin Roberts publiceerde het handschrift en gaf het de datum mee van circa 200. Die datum werd bevestigd door drie andere vooraanstaande papyrusdeskundigen, H. Bell, T. C. Skeat en E. G. Turner. Sindsdien wordt deze datum algemeen geaccepteerd.
Eind 1994, kreeg C.P. Thiede veel publiciteit in de lekenpers, omdat hij de ontstaansdatum van de Magdalen papyrus in het laatste derde deel van de eerste eeuw stelde. Zijn officiële artikel verscheen na een jaar in Zeitschrift für Papyrologie und Epigraphik. De tekst werd voor leken aangepast door Matthew d'Ancona en gepubliceerd als “de Jezus Papyrus”. De datum die Thiede geeft, wordt door gevestigde Bijbelwetenschappers echter met scepsis bekeken.
In hun boek Text of the Earliest NT Greek Manuscripts geven Philip Comfort en David Barret argumenten voor een datum tussen 150 en 175 voor dit manuscript, en voor {\displaystyle {\mathfrak {P}}}4 and {\displaystyle {\mathfrak {P}}}67, waarvan ze veronderstellen dat ze tot dezelfde codex hebben behoord. {\displaystyle {\mathfrak {P}}}4 werd gebruikt als opvulmiddel van bij het inbinden van een codex van Philo uit het eind van de derde eeuw en werd aangetroffen in een kruik die in 250 ingemetseld was in een huis in Coptos. Als {\displaystyle {\mathfrak {P}}}4 een deel was van deze codex, zal die 100 jaar of meer voor die tijd geschreven zijn. Comfort en Barret tonen ook aan dat deze {\displaystyle {\mathfrak {P}}}4/64/67verwant is aan een aantal papyri uit het eind van de tweede eeuw.
“Comfort en Barret neigen in het algemeen naar een vroegere datum voor de in hun boek genoemde manscripten dan andere handschriftdeskundigen." Het Novum Testamentum Graece, een gezaghebbende bron voor de Griekse handschriften, witnesses, beschouwt {\displaystyle {\mathfrak {P}}}4 en {\displaystyle {\mathfrak {P}}}64/67 als verschillende handschriften. Het eerste wordt gedateerd in de derde eeuw en het andere rond 200. Charlesworth concludeert in 2007 dat {\displaystyle {\mathfrak {P}}}64+67 and {\displaystyle {\mathfrak {P}}}4, weliswaar door dezelfde hand geschreven zijn, maar niet van dezelfde codex afkomstig zijn.

## Huidige verblijfplaats
De Papyrus 67 bevindt zich te Barcelona, Fundación Sant Lluc Evangelista, Inv. Nr. 1; De Papyrus 64 in Oxford, Magdalen College, Gr. 18.

## Images
- https://web.archive.org/web/20110714131839/http://chrles.multiply.com/photos/album/64/Bible_Papyrus_p64#2
- https://web.archive.org/web/20110714131839/http://chrles.multiply.com/photos/album/64/Bible_Papyrus_p64#3